# 王继堂
王继堂（1946年8月—），山西泽州人，中国人民解放军将领、中国人民解放军中将。第十一届全国人大代表。

## 生平
1964年8月入伍，1969年3月加入中国共产党。毕业于解放军测绘学院测绘专业。历任昆明军区司令部作战部部长、成都军区作战部部长、第十四集团军参谋长、成都军区副参谋长、云南省军区司令员，广州军区副司令员兼驻港部队司令员。2004年7月晋升中将军衔。